# Dennis Lyxzén

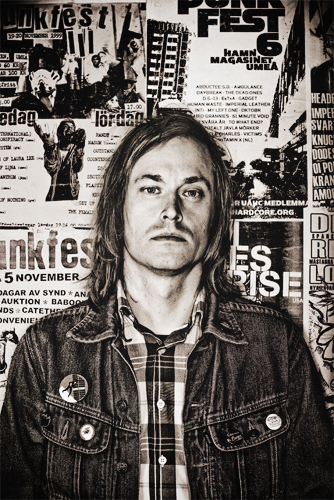
Dennis Lyxzén

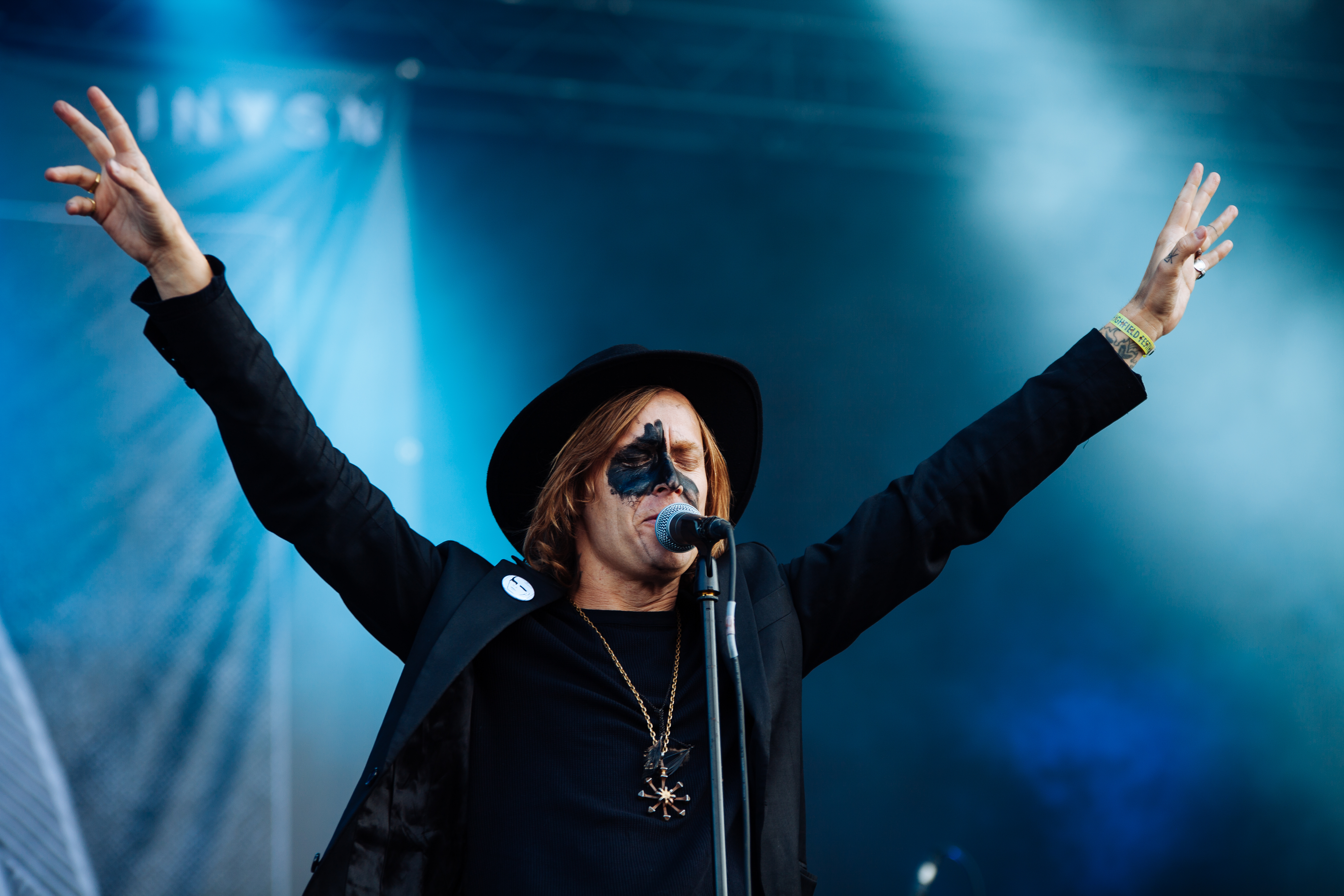
Dennis Lyxzén mit INVSN beim Highfield-Festival 2014

Dennis Lyxzén (* 19. Juni 1972 in Vännäs) ist ein schwedischer Musiker.
Bekannt wurde er als Sänger der Hardcore-Band Refused, die sich Ende der 1990er Jahre kurz nach der Veröffentlichung ihres Albums The Shape Of Punk To Come auflösten. Parallel zu Refused spielten Lyxzén und auch die anderen Refused-Mitglieder in der wesentlich unbekannteren Hardcore-Band Final Exit, die sich ebenfalls Ende der 1990er-Jahre auflöste.
Später gründete Lyxzén die Rockgruppe The (International) Noise Conspiracy (abgekürzt T(I)NC). Sowohl diese Band als auch Refused hatten eine stark (links-)politische Haltung, die sich aus der Arbeiterklassenherkunft ihrer Mitglieder begründete. Seit 1999 veröffentlichte Lyxzén drei Alben seines Songwriter-Projekts The Lost Patrol Band, das – mit Ausnahme des Debüts Songs In The Key Of Resistance – wenig politisch ist und den thematischen Schwerpunkt auf persönliche Erfahrungen legt.
2005 produzierte Lyxzén das selbstbetitelte Album der schwedischen Punkband Regulations, das auf dem Hardcore-/Punkrock-Plattenlabel Havoc erschien. 2008 gründete Lyxzén zusammen mit Ex-Refused-Mitglied David Sandström und Mitgliedern der schwedischen Hardcoreband The Vectors die Hardcoreband AC4. Im selben Jahr gründete er mit der Bassistin Sara Almgren, dem Gitarristen Anders Stenberg, Schlagzeuger Andre Sandström und Keyboarder Richard Österman die Alternative-Rock-Band INVSN.
Im Januar 2012 kam es zu einer Wiedervereinigung von Refused, die in diesem Jahr einige Festivalauftritte angekündigt hat.
Zusammen mit Inge Johansson (T(I)NC) und Stefan Granberg (Randy) betreibt Lyxzén das Label und den Klub Ny Våg in Umeå. In der Öffentlichkeit tritt Lyxzén für Tierrechte ein, er selbst lebt vegan. Im Juni 2024 erlitt er einen Herzinfarkt.